# Ahe jezik
Ahe jezik (ahe dayak, dayak ahe; ISO 639-3: ahe, povučen iz upotrebe 14. 1. 2008), jezik koji se do svog gubitka statusa posebnog jezika klasificirao u Land Dayak jezike i preko nje u malajsko-polinezijsku porodicu.
Ahe je status jezika izgubio 14. siječnja 2008. Njegov kodni naziv povučen je iz upotrebe, i proglašen je dijalektom jezika Kendayan (ISO 639-3: knx). 30 000 govornika (1990 UBS).

## Vanjske poveznice
- Ethnologue (14th)
- Ethnologue (16th)